# Пеницилл паксилловый
Пеници́лл (пеници́ллий) пакси́лловый (лат. Penicíllium paxílli) — вид несовершенных грибов (телеоморфная стадия неизвестна), относящийся к роду Пеницилл (Penicillium).

## Описание
Колонии на агаре Чапека на 14-е сутки около 5 см в диаметре, бархатистые до войлочных, концентрически-зонистые, с ореховым, затем сине-зелёным спороношением. Реверс тускло-жёлтый или коричный. На CYA колонии на 7-е сутки 3—3,5 см в диаметре, бархатистые, обильно спороносящие в тускло-зелёных или тускло-сине-зелёных тонах, с белым мицелием, с несколько угловатым краем. Экссудат иногда присутствует в виде бесцветных капелек. Растворимый пигмент не выделяется, реверс колоний светлый, в центре иногда бежевый. На агаре с солодовым экстрактом (MEA) колонии широко-растущие, концентрически-зонистые, обильно спороносящие в коричневато-зелёных тонах. На агаре с дрожжевым экстрактом и сахарозой (YES) спороношение обильное, реверс светло-кремовый или светло-жёлтый.
При 37 °C рост отсутствует.
Конидиеносцы преимущественно двухъярусные, с симметрично расположенными метулами, до 600 мкм длиной, шероховатые, 2,5—4 мкм толщиной. Метулы прижатые, в мутовках по 4—8, 12—15 мкм длиной, вздутые на верхушке. Фиалиды фляговидные, 8—11 × 3—3,5 мкм. Конидии эллипсоидальные, гладкостенные или почти гладкостенные, 3—3,5 × 2—3 мкм.

### Отличия от близких видов
Определяется по шероховатым ножкам конидиеносцев, несущим обычно двухъярусные кисточки с прижатыми элементами, и по хорошему росту при 30 °C.
От Penicillium citrinum отличается отсутствием роста при 37 °C. От Penicillium sumatrense и Penicillium hetheringtonii отличается бледным реверсом на CYA. От Penicillium steckii отличается шероховатыми ножками конидиеносцев.

## Экология и значение
Широко распространённый вид, чаще встречающийся в субтропических и тропических регионах. Выделяется с мясистых плодов, с разлагающихся плодовых тел грибов, из почвы, в качестве эндофита.

## Таксономия
Penicillium paxilli Bainier, Bull. Soc. Mycol. Fr. 23 (2): 95 (1907).